# Stepy (film)
Stepy (ang. Beyond the Steppes) – polsko-belgijski dramat filmowy w reżyserii Vanji d’ Alcantary.

## Opis fabuły
Ten film to historia kobiety zmuszonej przemierzyć stepy Środkowej Azji. W 1940 roku Armia Sowiecka zsyła Ninę, młodą Polkę, wraz z dzieckiem w odległe i nieprzyjazne tereny ZSRR. Kobieta jest zmuszona do pracy w sowchozie, nadzorowanym przez NKWD. Gdy jej dziecko zaczyna chorować, Nina wyrusza w podróż w poszukiwaniu lekarstwa razem z grupą kazachskich nomadów. Film przedstawia intymne i osobiste doświadczenia kobiety zesłanej na wygnanie i jej zmagania z nieludzkimi warunkami na obcej ziemi.

## Obsada
- Agnieszka Grochowska – Nina
- Aleksandra Justa – Jadwiga
- Borys Szyc – Roman
- Ahan Zolanbiek – Batu
- Tatiana Tarskaja – Irina